# Chrysotimus pusio
Chrysotimus pusio är en tvåvingeart som beskrevs av Friedrich Hermann Loew 1861. Chrysotimus pusio ingår i släktet Chrysotimus och familjen styltflugor.
Artens utbredningsområde är North Carolina. Inga underarter finns listade i Catalogue of Life.